# Dolenja vas pri Črnomlju
Dolenja vas pri Črnomlju este o localitate din comuna Črnomelj, Slovenia, cu o populație de 126 de locuitori.